# Páramo de Boedo
Páramo de Boedo is een gemeente in de Spaanse provincie Palencia in de regio Castilië en León met een oppervlakte van 22,76 km². Páramo de Boedo telt 99 inwoners (1 januari 2016).

## Demografische ontwikkeling
Bron: INE, 1857-2011: volkstellingen
Opm.: In 1857 werden de gemeenten Villanecerial en Zorita del Páramo aangehecht